# Ella Mensch
Ella Mensch (* 5. März 1859 in Lübben; † 5. Mai 1935 in Berlin) war eine deutsche Schriftstellerin, Pädagogin und Herausgeberin der Zeitschrift Frauen-Rundschau.

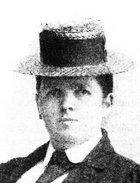
Ella Mensch, in der zweiten Hälfte des 19. Jahrhunderts

## Leben
Ella Mensch wurde als Tochter des Oberlehrers Hermann Mensch geboren, der später Rektor der höheren Knaben- und Mädchenschule in Gollnow bei Stettin wurde. Dort besuchte auch Ella die Schule. Daneben erhielt sie Privatunterricht beim Vater in Griechisch und Latein sowie Musikunterricht bei der Mutter Fanny Stantien († 1874). In Berlin besuchte sie das Lehrerinnenseminar für höhere und mittlere Schulen, das sie 1879 mit dem Examen abschloss. 1880 immatrikulierte sie sich an der philosophischen Fakultät der Universität Zürich (einer der wenigen Universitäten, die damals schon Frauen zugänglich war). Neben philosophischen und philologischen Studien beschäftigte sie sich auch mit Theologie.
1884 kehrte sie nach Deutschland zurück, um Berichterstatterin für Oper und Schauspiel am Darmstädter Tagblatt zu werden. Später schrieb sie für den Täglichen Anzeiger. Daneben arbeitete sie an ihrer Dissertation, mit der sie 1886 in Zürich mit magna cum laude zum Dr. phil. promoviert wurde. Damit war sie eine der frühesten Doktorandinnen Europas. In ihrem teilweise autobiografischen Roman Auf Vorposten verarbeitete sie zwanzig Jahre später ihre Studentenzeit in Zürich.
Anschließend arbeitete sie als Lehrerin an höheren Mädcheninstituten in Darmstadt und Frankfurt am Main. Außerdem gab sie Rezitationsabende in Darmstadt, Frankfurt am Main und Wiesbaden sowie literarische Vorträge in allen größeren Städten Deutschlands. Von Großherzog Ernst Ludwig von Hessen und bei Rhein erhielt sie am 23. Januar 1904 als erste von nur drei Frauen die Silberne Verdienstmedaille für Wissenschaft und Kunst verliehen.
Als Schriftstellerin veröffentlichte sie Romane, literatur- und kulturgeschichtliche Abhandlungen sowie Zeitschriftenartikel, so ab 1900 in der Zeitschrift Das literarische Echo. Sie pflegte eine Betrachtungsweise zwischen emanzipierten und konservativen Werten. 1904 wurde sie Redakteurin der Frauen-Rundschau und lebte fortan in Berlin. Außerdem trat sie 1904 als Rednerin der deutschen Delegation auf dem Internationalen Frauen-Kongress in Berlin auf. Ab 1905 war sie Dozentin für Literatur- und Kunstgeschichte am Lyzeum des Westens.
Als Ella Mensch 1935 im Alter von 76 Jahren in Berlin starb, hieß es in einem Nachruf über sie: „Nach längerem Krankenlager ist Frl. Dr. Ella Mensch, Berlin, bekannte Schriftstellerin und langjährige Mitarbeiterin des 'Darmstädter Tagblatt' verschieden.“ Sie wurde auf dem Alten St.-Matthäus-Kirchhof in Schöneberg beigesetzt. Das Grab ist nicht erhalten geblieben.

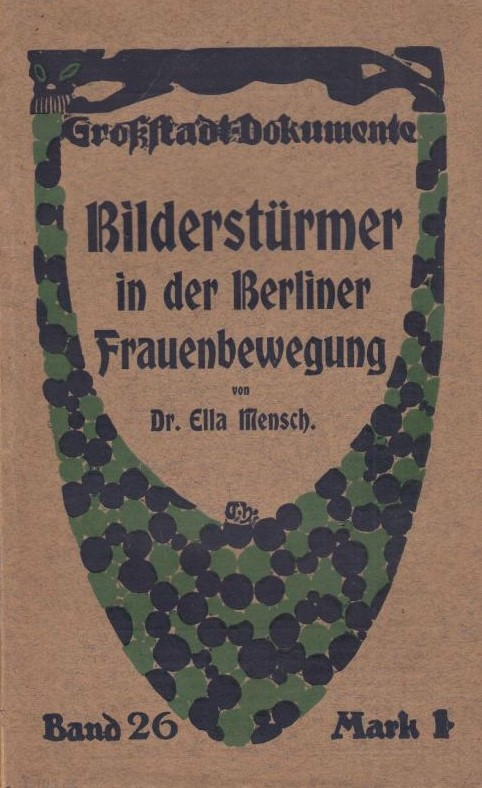
Ella Mensch: Bilderstürmer in der Berliner Frauenbewegung, aus der Reihe Großstadt-Dokumente Band 26, hrsg. von Hans Ostwald

## Werke
- Die Scheideformen im Neuhochdeutschen. Wittich, Darmstadt 1886, zugleich Dissertation, Zürich 1886.
- Richard Wagners Frauengestalten. Ein Vortrag. 1. und 2. Auflage, Levy & Müller, Stuttgart 1886, 3. Auflage 1887.
- Hessische Geschichten. Aigner, Darmstadt 1889.
- mit Anna von Krane (Hrsg.): Universalbuch für Polterabend und Hochzeit. Eine Originalsammlung von ernsten und heiteren Gedichten, Festspielen für eine und mehrere Personen ... ; für grüne, silberne und goldene Hochzeiten. Levy & Müller, Stuttgart 1891.
- Neuland. Menschen und Bücher der modernen Welt. Levy & Müller, Stuttgart 1892.
- Die Bedeutung der Chicagoer Weltausstellung für die deutsche Frauenarbeit mit besonderer Berücksichtigung der Entwicklung, die letztere im Großherzogtum Hessen genommen hat. Vortrag. Waitz, Darmstadt 1893.
- Der neue Kurs. Litteratur, Theater, Kunst, Journalismus der Gegenwart. Levy & Müller, Stuttgart 1894 (Neue Folge von Neuland).
- Litterarisches Konversations-Lexikon für jedermann. Praktisches Hand- und Nachschlagebuch zur schnellen und sicheren Orientierung über die Romane und Novellen aller Kulturvölker vom Simplicissimus bis zur Gegenwart. Nebst Fingerzeigen über passende Jugendlektüre. Schwabacher, Stuttgart 1895.
- Konversations-Lexikon der Theater-Litteratur. Praktisches Hand- und Nachschlagebuch zur schnellen und sicheren Orientierung über die Dramen des In- und Auslandes von den älteren Zeiten bis zur Gegenwart. Schwabacher, Stuttgart 1896.
- Die Frau in der modernen Litteratur. Ein Beitrag zur Geschichte der Gefühle. Duncker, Berlin 1898.
- Der Geopferte. Liebesroman eines modernen Mannes. Seemann, Leipzig 1902.
- Auf Vorposten. Roman aus meiner Züricher Studentenzeit (=Moderne Frauenbibliothek, Nr. 19). Verlag der Frauen-Rundschau, Leipzig 1903, 2. Auflage, Verlag der Frauen-Rundschau, Leipzig [1903].
- Bilderstürmer in der Berliner Frauenbewegung (=Großstadt-Dokumente, Band 26). Seemann, Berlin 1906, 5. Auflage 1908. 3. Auflage digitalisiert von: Zentral- und Landesbibliothek Berlin, 2014. urn:nbn:de:kobv:109-1-6383835
- Deutsche Geschichte. Volkstümlich dargestellt. Wunder, Berlin 1907.
- Deutsche Literaturgeschichte. Für Schüler aller höheren Lehranstalten (=Goldene Schülerbibliothek, Band 5). Siwinna, Kattowitz und Leipzig 1907, 2. Auflage, Phönix-Verlag, Kattowicz Breslau Berlin und Leipzig 1913.
- Jean Jacques Rousseau, der Philosoph des Naturrechts (=Kulturträger, Band [11]). Seemann, Berlin 1907, 2. und 3. Auflage, Seemann, Berlin und Leipzig 1908.
- Königin Luise von Preußen. Ein Lebens- und Zeitbild. Dargestellt nach schriftlichen und mündlichen Quellen (=Kulturträger, Band 15). 1. bis 3. Auflage, Seemann, Berlin und Leipzig 1908.
- Königin Viktoria von Großbritannien und Irland. Ein Zeit- und Lebensbild. Dargestellt nach schriftlichen und mündlichen Quellen (=Kulturträger, Band 22). 1. und 2. Auflage, Seemann, Berlin und Leipzig 1908.
- mit A. Sonnenfeld: Deutsche Aufsätze für Schülerinnen von Handels- und Industrieschulen sowie Volksschul-Seminaren. Schnetter & Lindemeyer, Berlin [um 1908].
- Leitfaden für den Unterricht in der Weltgeschichte an höh[eren] Mädchenschulen. 5 Teile, O. Salle, Berlin 1910 (Digitalisat).
- Das Heldenmädchen von Lüneburg. Volksstück in drei Akten (=Jugend- und Volksbühne, Heft 176). A. Strauch, Leipzig 1913
- Erinnerungen an Sophie Freifrau von Heyl zu Herrnsheim. Koch, Darmstadt 1917.
- Der Fremde. Eine Memeler Geschichte (=Reclams Universal-Bibliothek, Nr. 6045). Reclam, Leipzig 1919.
- Er lebt noch immer! Ein Spielhagen-Brevier. Staackmann, Leipzig 1929.
- Gefährliche Straßen. Roman (=Enßlins 60-Pfennig-Bände, Band 60). Enßlin & Laiblin, Reutlingen 1929.
- Die den Weg verloren. Roman (=Enßlins bunte Romane, Band 12). Enßlin & Laiblin, Reutlingen 1931.
- Seele im Gefängnis. Roman (=Enßlins bunte Romane, Band 28). Enßlin & Laiblin, Reutlingen 1932. (Digitalisat)
- Der Weg zum Gral. Ein Bekenntnis zu Richard Wagner (=Bücher der Weißen Fahne, Band 82). Baum, Pfullingen 1934.